# Hrólfr nefja
Hrólfr nefja (apodado la Nariz, n. 823) fue un caudillo vikingo y jarl de Trondheim, Noruega que aparece en Haralds saga hárfagra (24) de Snorri Sturluson como un guerrero que habitualmente organizaba expediciones vikingas. Su hija Hild Hrólfsdóttir casó con el jarl de Møre, Rognvald Eysteinsson, primer jarl de las Orcadas y aliado del rey Harald I de Noruega.
En una de esas incursiones, Hrólfr atacó y saqueó el reino de Viken, asunto que encolerizó a Harald I y lo condenó al destierro. Su hija Hildr apeló infructuosamente a la clemencia real componiendo un lausavísur uno de los pocos testimonios de poesía escáldica compuesto por una mujer.
Hrólfr es abuelo del legendario Hrolf Ganger o Rollo, primer caudillo vikingo que iniciaría una estirpe que gobernaría Ruan (más tarde el Ducado de Normandía), germen de los normandos de Francia.